# Sommer-Universiade 2019/Rhythmische Sportgymnastik
Bei der Sommer-Universiade 2019 wurden vom 11. bis 13. Juli insgesamt acht Entscheidungen in der Rhythmischen Sportgymnastik ausgetragen. Die Wettbewerbe fanden wie auch das Gerätturnen in der Multisporthalle PalaVesuvio statt, die für die Universiade umfangreich saniert wurde.

## Ergebnisse

### Einzel

#### Mehrkampf
| Platz | Athletin              | Land | Punkte |
| ----- | --------------------- | ---- | ------ |
| 1     | Jekaterina Selesnjowa | RUS  | 83,600 |
| 2     | Zöhrə Ağamirova       | AZE  | 75,425 |
| 3     | Laura Zeng            | USA  | 72,600 |
| 4     | Jewa Meleschtschuk    | UKR  | 72,400 |
| 5     | Kim Chaewoon          | KOR  | 72,150 |
| 6     | Alessia Russo         | ITA  | 71,750 |
| 7     | Salome Paschawa       | GEO  | 71,100 |
| 8     | Julija Jeutschyk      | BLR  | 71,000 |

11./12. Juli

#### Reifen
| Platz | Athletin              | Land | Punkte |
| ----- | --------------------- | ---- | ------ |
| 1     | Jekaterina Selesnjowa | RUS  | 21,200 |
| 2     | Julija Jeutschyk      | BLR  | 20,350 |
| 3     | Jewa Meleschtschuk    | UKR  | 20,150 |
| 4     | Laura Zeng            | USA  | 20,100 |
| 5     | Alessia Russo         | ITA  | 19,400 |
| 6     | Sara Llana            | ESP  | 18,900 |
| 7     | Zöhrə Ağamirova       | AZE  | 18,175 |
| 8     | Fanni Pigniczki       | HUN  | 18,050 |

13. Juli

#### Ball
| Platz | Athletin              | Land | Punkte |
| ----- | --------------------- | ---- | ------ |
| 1     | Jekaterina Selesnjowa | RUS  | 21,550 |
| 2     | Julija Jeutschyk      | BLR  | 19,150 |
| 3     | Viktoria Bogdanova    | EST  | 18,850 |
| 4     | Laura Zeng            | USA  | 18,700 |
| 5     | Zöhrə Ağamirova       | AZE  | 17,900 |
| 6     | Salome Paschawa       | GEO  | 17,650 |
| 7     | Aidana Schakenowa     | KAZ  | 17,300 |
| 8     | Kim Chaewoon          | KOR  | 16,650 |

13. Juli

#### Keulen
| Platz | Athletin              | Land | Punkte |
| ----- | --------------------- | ---- | ------ |
| 1     | Jewa Meleschtschuk    | UKR  | 21,050 |
| 2     | Zöhrə Ağamirova       | AZE  | 20,200 |
| 3     | Jekaterina Selesnjowa | RUS  | 20,000 |
| 4     | Laura Zeng            | USA  | 19,400 |
| 5     | Salome Paschawa       | GEO  | 18,200 |
| 6     | Sara Llana            | ESP  | 17,700 |
| 7     | Kim Chaewoon          | KOR  | 17,550 |
| 8     | Ruriko Shibayama      | JPN  | 16,800 |

13. Juli

#### Band
| Platz | Athletin              | Land | Punkte |
| ----- | --------------------- | ---- | ------ |
| 1     | Jekaterina Selesnjowa | RUS  | 20,450 |
| 2     | Alessia Russo         | ITA  | 18,700 |
| 3     | Jewa Meleschtschuk    | UKR  | 18,700 |
| 4     | Salome Paschawa       | GEO  | 17,900 |
| 5     | Ruriko Shibayama      | JPN  | 17,550 |
| 6     | Kseniya Moustafaeva   | FRA  | 17,500 |
| 7     | Zöhrə Ağamirova       | AZE  | 17,400 |
| 8     | Fanni Pigniczki       | HUN  | 15,900 |

13. Juli

### Gruppe

#### Mehrkampf
| Platz | Land              | Athletinnen                                                                            | Punkte |
| ----- | ----------------- | -------------------------------------------------------------------------------------- | ------ |
| 1     | Russland          | Alina Alijewa Elina Barusdina Marina Koslowa Walerija Russina Angelina Schkatowa       | 47,250 |
| 2     | Ukraine           | Olena Djatschenko Wiktorija Fotijewa Walerija Chanina Darija Muraj Anastassija Wosnjak | 46,025 |
| 3     | Japan             | Miyu Kawata Misuzu Kishimoto Mebae Maruyama Aoi Tsukahara Haruna Yamawaki              | 42,200 |
| 4     | Chinesisch Taipeh | Chan Ting-Chen Lai Hsin-Ya Lo Yu-Ching Peng Man-Ling Tsai Jui-Shan                     | 39,500 |
| 5     | Südkorea          | Lee Yeonjong Lim Se-Eun Nam Jinseul Song Hye Rin Yook Hye Min                          | 36,525 |
| 6     | Slowenien         | Zala Dornig Zoja Marija Ivančič Sara Kragulj Kaja Purić Tamia Dulce Villca Šeme        | 35,050 |
| 7     | Australien        | Emily Abbott Alexandra Eedle Alannah Mathews Himeka Onoda Alexandra Teixeira           | 31,750 |
| 8     | Norwegen          | Emilie Holte Fanny Cecilie Lunde Margit Øverås Emilie Swensen Karoline Wennberg        | 30,500 |

11./12. Juli

#### 5 Bälle
| Platz | Land              | Athletinnen                                                                            | Punkte |
| ----- | ----------------- | -------------------------------------------------------------------------------------- | ------ |
| 1     | Russland          | Alina Alijewa Elina Barusdina Marina Koslowa Walerija Russina Angelina Schkatowa       | 25,075 |
| 2     | Ukraine           | Olena Djatschenko Wiktorija Fotijewa Walerija Chanina Darija Muraj Anastassija Wosnjak | 22,900 |
| 3     | Japan             | Miyu Kawata Misuzu Kishimoto Mebae Maruyama Aoi Tsukahara Haruna Yamawaki              | 21,650 |
| 4     | Chinesisch Taipeh | Chan Ting-Chen Lai Hsin-Ya Lo Yu-Ching Peng Man-Ling Tsai Jui-Shan                     | 21,550 |
| 5     | Slowenien         | Zala Dornig Zoja Marija Ivančič Sara Kragulj Kaja Purić Tamia Dulce Villca Šeme        | 19,100 |
| 6     | Australien        | Emily Abbott Alexandra Eedle Alannah Mathews Himeka Onoda Alexandra Teixeira           | 18,800 |
| 7     | Südkorea          | Lee Yeonjong Lim Se-Eun Nam Jinseul Song Hye Rin Yook Hye Min                          | 16,600 |
| 8     | Norwegen          | Emilie Holte Fanny Cecilie Lunde Margit Øverås Emilie Swensen Karoline Wennberg        | 16,450 |

13. Juli

#### 3 Reifen + 4 Keulen
| Platz | Land              | Athletinnen                                                                            | Punkte |
| ----- | ----------------- | -------------------------------------------------------------------------------------- | ------ |
| 1     | Russland          | Alina Alijewa Elina Barusdina Marina Koslowa Walerija Russina Angelina Schkatowa       | 25,650 |
| 2     | Ukraine           | Olena Djatschenko Wiktorija Fotijewa Walerija Chanina Darija Muraj Anastassija Wosnjak | 24,450 |
| 3     | Japan             | Miyu Kawata Misuzu Kishimoto Mebae Maruyama Aoi Tsukahara Haruna Yamawaki              | 21,150 |
| 4     | Chinesisch Taipeh | Chan Ting-Chen Lai Hsin-Ya Lo Yu-Ching Peng Man-Ling Tsai Jui-Shan                     | 20,400 |
| 5     | Australien        | Emily Abbott Alexandra Eedle Alannah Mathews Himeka Onoda Alexandra Teixeira           | 18,800 |
| 6     | Slowenien         | Zala Dornig Zoja Marija Ivančič Sara Kragulj Kaja Purić Tamia Dulce Villca Šeme        | 17,600 |
| 7     | Norwegen          | Emilie Holte Fanny Cecilie Lunde Margit Øverås Emilie Swensen Karoline Wennberg        | 15,100 |
| 8     | Südkorea          | Lee Yeonjong Lim Se-Eun Nam Jinseul Song Hye Rin Yook Hye Min                          | 15,000 |

13. Juli